# 동복면
동복면(同福面)은 대한민국 전라남도 화순군 동부에 위치한 면이다.

## 개요
동복면은 복삼, 복청, 복천어가 유명한 삼복의 고장이었으며, 건강식품으로 각광을 받고 있는 새송이 버섯과 청정지역의 우렁이 친환경 쌀 맛있는 채소 등으로 잘 알려진 고장이다. 예향, 의향, 산수향의 고장으로서 오지호 화백기념관과 도원서원, 김삿갓 종명지, 옹성산 철옹산성, 아름다운 숲정이 등 자연과 문화 예술이 존재한다.

## 행정 구역
| 법정리 | 한자명 | 행정리                    | 비고            |
| ------ | ------ | ------------------------- | --------------- |
| 가수리 | 佳水里 | 가수1구, 가수2구, 가수3구 |                 |
| 구암리 | 龜岩里 | 구암1구, 구암2구          |                 |
| 독상리 | 獨上里 | 독상리                    | 면사무소 소재지 |
| 신율리 | 新栗里 | 신율리                    |                 |
| 안성리 | 安城里 | 안성1구, 안성2구          |                 |
| 연둔리 | 連屯里 | 연둔1구, 연둔2구          |                 |
| 연월리 | 連月里 | 연월1구, 연월2구, 연월3구 |                 |
| 유천리 | 楡川里 | 유천리                    |                 |
| 읍애리 | 邑艾里 | 읍애리                    |                 |
| 천변리 | 川邊里 | 천변리                    |                 |
| 칠정리 | 漆井里 | 칠정1구, 칠정2구          |                 |
| 한천리 | 寒泉里 | 한천리                    |                 |

## 교육
- 동복초등학교
- 동복중학교